# Balapulang (ort i Indonesien)
Balapulang är en ort i Indonesien.   Den ligger i provinsen Jawa Tengah, i den västra delen av landet, 260 km öster om huvudstaden Jakarta. Balapulang ligger 74 meter över havet och antalet invånare är 28 483.
Terrängen runt Balapulang är platt åt nordväst, men åt sydost är den kuperad.Runt Balapulang är det mycket tätbefolkat, med 1 361 invånare per kvadratkilometer. Närmaste större samhälle är Adiwerna, 13,6 km norr om Balapulang. Omgivningarna runt Balapulang är en mosaik av jordbruksmark och naturlig växtlighet.